# Cantons de Valclusa

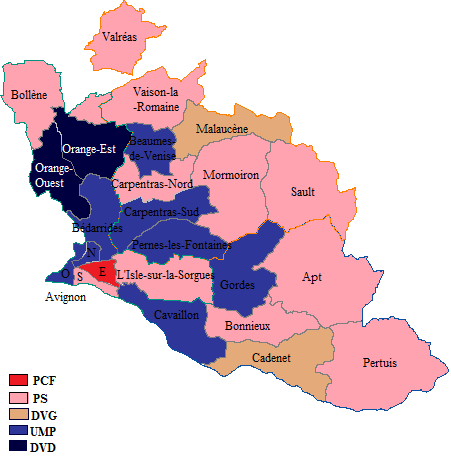
Localització dels cantons de Valclusa

Els cantons de Valclusa són 24 i s'agrupen en 3 districtes:
- Districte d'Ate (6 cantons), cap a la sotsprefectura d'Ate: Ate, Bonius, Cadenet, Cavalhon, Gòrda, Pertús

- Districte d'Avinyó (10 cantons), cap a la prefectura d'Avinyó: Avinyó Est, Avinyó Nord, Avinyó Oest, Vaison, Bedarrida, Bolena, Vaison, Aurenja Est, Aurenja Oest, Vauriàs

- Districte de Carpentràs (8 cantons), cap a la sotsprefectura de Carpentràs: Baumas de Venisa, Carpentràs Nord, Carpentràs Sud, Malaucena, Mormeiron, Pèrnas dei Fònts, Saut, Vaison